# Ernesto Albarracín
Ernesto Oscar Albarracín (Buenos Aires, 25 de septiembre de 1907) fue un exfutbolista argentino que se desempeñaba como centrocampista.

## Clubes
| Club                  | País      | Año         |
| --------------------- | --------- | ----------- |
| Sportivo Barracas     | Argentina | ? - 1928    |
| Sportivo Buenos Aires | Argentina | 1928 - 1931 |
| Platense              | Argentina | 1931        |
| River Plate           | Argentina | 1931        |
| Tigre                 | Argentina | 1932 - 1935 |
| Argentinos Juniors    | Argentina | 1936        |
| Sportivo Dock Sud     | Argentina | 1937        |
| Barracas Central      | Argentina | 1938 - 1939 |